# Alki Larnaca FC
Alki Larnaca FC (em grego:ΑΛΚΗ Λάρνακας) foi uma agremiação esportiva de Chipre, fundada em 1948. Sua sede fica na cidade de Larnaca.

## História
O clube foi criado com as cores azul e vermelho. A equipe chegou à final da Copa do Chipre em cinco ocasiões, mas sem obter nenhuma vitória.
Em 1979, foi o melhor ano da história do clube. O time terminou em terceiro lugar no Campeonato cipriota e jogou a final da Copa do Chipre, perdendo para o APOEL Nicosia. A conquista lhes deu o direito de jogar na Copa da UEFA, na qual foi eliminado na primeira rodada pelo Dínamo Bucareste.
A equipe foi coroada campeã da Segunda Divisão na temporada 2009-2010.

## Títulos
- Copa do Chipre:
  - Vice-campeão: 1967, 1970, 1976, 1977, 1980;

- Segunda divisão do Chipre
  - Campeão (2): 1982, 2001, 2010;

## European Cups history
UEFA Cup:
| Temporada | Fase | País    | Clube            | Casa  | Fora  | Resultado agregado |
| --------- | ---- | ------- | ---------------- | ----- | ----- | ------------------ |
| 1979-1980 | 1    | Romênia | Dinamo Bucureste | 0 a 9 | 0 a 3 | 0 a 12             |

## Elenco Atual
Última atualização 31 de agosto de 2009.
Nota: Bandeiras indicam equipe nacional, conforme definido pelas regras de elegibilidade da FIFA. Os jogadores podem ter mais de uma nacionalidade não-FIFA.
| N.º |            | Posição | Jogador                |
| --- | ---------- | ------- | ---------------------- |
| 1   | Chipre     | G       | Demetris Leoni         |
| 2   | Chipre     | M       | Alexandros Kanari      |
| 3   | Chipre     | D       | Constantinos Pouros    |
| 4   | Argentina  | D       | Javier Menghini        |
| 5   | Grécia     | D       | Demetris Maris         |
| 6   | Argentina  | D       | Daniel Alberto Blanco  |
| 7   | Bulgária   | A       | Konstandin Bashov      |
| 8   | Itália     | A       | Giuseppe Ricciardi     |
| 9   | Argentina  | A       | Diego Herrera Gaston   |
| 10  | Chipre     | M       | Kostas Kaiafas         |
| 11  | Chipre     | M       | Demetris Hadjimouratis |
| 12  | Inglaterra | G       | Corrin Brooks-Meade    |
| 14  | Chipre     | A       | Anthimos Georgiou      |

| N.º |              | Posição | Jogador                 |
| --- | ------------ | ------- | ----------------------- |
| 15  | Chipre       | D       | Kyriakos Pelendritis    |
| 16  | Chipre       | M       | Marios Zachariou        |
| 17  | Brasil       | M       | Roberto Brum            |
| 18  | Chipre       | D       | Iacovos Tsolakides      |
| 19  | Chipre       | M       | Eleftherios Eleftheriou |
| 20  | Chipre       | M       | Feidias Panayiotou      |
| 22  | Chipre       | G       | Loizos Agathokleous     |
| 23  | Chipre       | M       | Christos Kountourettis  |
| 24  | Chipre       | M       | Anastasis Kontou        |
| 25  | Togo         | M       | Guillaume Brenner       |
| 27  | Chipre       | M       | Marios Frantzis         |
| 29  | Guiné-Bissau | A       | Suleimane Baio          |
| 44  | Chipre       | D       | Michalis Markou         |
| 77  | Chipre       | A       | Demetris Theophanous    |
| 99  | Chipre       | A       | Charalambos Pittakas    |

## Jogadores notáveis
| - Isli Hidi - Blerim Rrustemi - Carlos Chaínho - Diego Rivarola - Alessandro Soares - Clayton - Silva - Gabriel Lima - Jocivalter - Alex Von Schwedler - Costas Elia - Athos Chrysostomou - Loukas Louka | - Christos Kostis - Kaba Diawara - Ferydoon Zandi - Lewis Aniweta - Edgar - Nandinho - Adrian Iordache - Bogdan Andone - Daniel Bălan - Lamine Sakho - Cheikh Gadiaga - Julio Rodríguez - Andres Rouga |